# Wolfram Kurschat

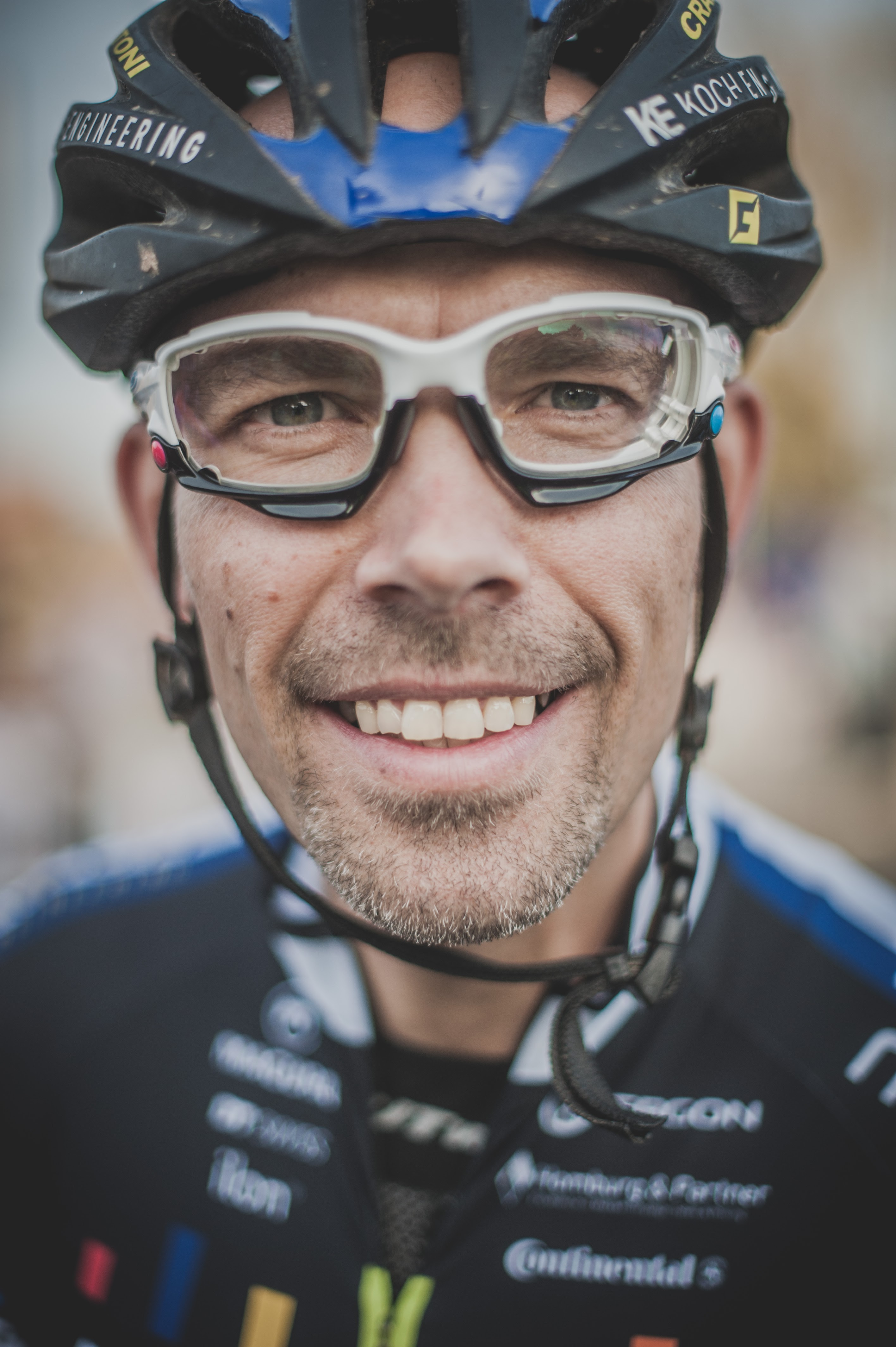
Wolfram Kurschat 2015

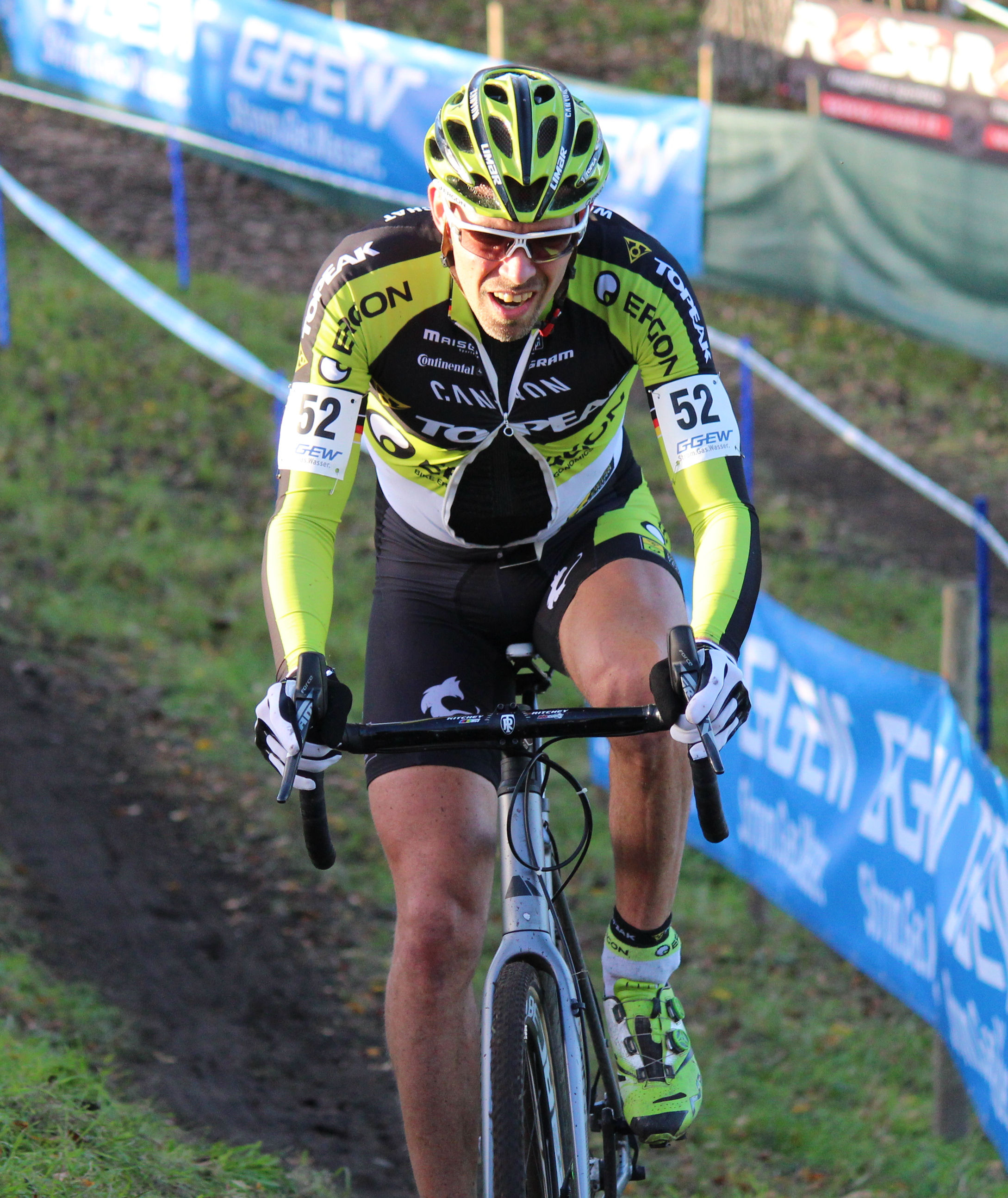
Wolfram Kurschat 2014

Wolfram Kurschat (* 17. Mai 1975 in Werne) ist ein deutscher Radsportler im Bereich Mountainbike.
Wolfram Kurschat lebt in Neustadt an der Weinstraße. Er hat eine Freundin, mit der er drei Kinder hat, und ist approbierter Apotheker. Das Pharmazie-Studium absolvierte er neben seiner Sportkarriere und schloss es 2008 ab. Sein Verein ist der MBC Bochum, sein Team seit 2008 Topeak Ergon, nachdem er für Fuji gefahren war. Erste Erfolge im Juniorenbereich stellten sich zu Beginn der 1990er Jahre ein. 1992 gewann er Silber bei der Junioren-Europameisterschaft und wurde Profi. 1997 kam der Sieg beim U23-Europacup hinzu.
1998 wurde Kurschat deutscher Vizemeister. Im Jahr darauf gewann er den Titel erstmals und erreichte damit seinen Durchbruch im Profilager. Zudem wurde er 1999 Sieger in der Bundesliga. Beide Titel konnte er erneut 2007, jeweils zum zweiten Mal, gewinnen. 2004 gewann er Silber bei den deutschen Titelkämpfen, 2005 Bronze sowie den Vizetitel im Marathonwettbewerb. Bestes internationales Ergebnis ist Platz sechs bei der Europameisterschaft 2007 in der Türkei. 2007 erreichte er in der Weltcup-Gesamtwertung Rang 17, in der Weltrangliste Rang 13.
Bei der Qualifikation zu den Olympischen Sommerspielen 2008 von Peking erreichte Kurschat nur die halbe Norm. Doch hatte er mit seinen Leistungen in den Jahren vor den Spielen Sorge dafür getragen, dass Deutschland einen weiteren Quotenplatz hatte. In der letzten Nominierungsrunde, in der die Sonderfälle nominiert wurden, wurde auch Kurschat für die Spiele nominiert und belegte in seinem Rennen den 33. Platz.
Im Jahr 2009 holte sich Wolfram Kurschat in St. Märgen den deutschen Meistertitel im Cross Country vor Moritz Milatz und Jochen Käß. Bei den Mountainbike-Marathon-Weltmeisterschaften 2009 in Graz (A) fuhr er auf den 5. Platz. 2013 wurde er deutscher Bergmeister im Straßenrennen.